# Mänttä-Vilppula
Mänttä-Vilppula (svenska även Mänttä-Filpula) är en finländsk stad  i Birkaland i före detta Västra Finlands län. Kommunen bildades när Mänttä sammanslogs med Vilppula den 1 januari 2009. Den nybildade kommunen fick stadsstatus (Mänttä blev stad 1973). Kommunen har 9 563 invånare och har en yta på 657,23 km².
Mänttä-Vilppula är enspråkigt finskt.
Kommunen har tre tätorter: Vilppula, Mänttä och Kolho.

## Politik

### Mandatfördelning i Mänttä-Vilppula kommun, valen 2008–2021
| 3 | 13 | 3 | 7 | 2 | 7 |

| 20 | 15 |

| 3 | 11 | 2 | 5 | 8 |  | 5 |

| 25 | 10 |

| 2 | 13 | 3 | 4 | 8 |  | 4 |

| 24 | 11 |

| 2 | 9 | 2 | 6 | 7 |  | 4 |

| 18 | 13 |

## Befolkningsutveckling
| Befolkningsutvecklingen i Mänttä-Vilppula stad 1975–2020                                                     | Befolkningsutvecklingen i Mänttä-Vilppula stad 1975–2020 | Befolkningsutvecklingen i Mänttä-Vilppula stad 1975–2020 | Befolkningsutvecklingen i Mänttä-Vilppula stad 1975–2020 | Befolkningsutvecklingen i Mänttä-Vilppula stad 1975–2020 |
| --- | -------------------------------------------------------- | -------------------------------------------------------- | -------------------------------------------------------- | -------------------------------------------------------- |
| |                                                          |                                                          |                                                          |                                                          |
| År |                                                          |                                                          | Folkmängd                                                |                                                          |
| 1975 | 1975                                                     |                                                          | 15 102                                                   |                                                          |
| 1980 | 1980                                                     |                                                          | 15 147                                                   |                                                          |
| 1985 | 1985                                                     |                                                          | 14 918                                                   |                                                          |
| 1990 | 1990                                                     |                                                          | 14 049                                                   |                                                          |
| 1995 | 1995                                                     |                                                          | 13 412                                                   |                                                          |
| 2000 | 2000                                                     |                                                          | 12 738                                                   |                                                          |
| 2005 | 2005                                                     |                                                          | 11 982                                                   |                                                          |
| 2010 | 2010                                                     |                                                          | 11 413                                                   |                                                          |
| 2015 | 2015                                                     |                                                          | 10 604                                                   |                                                          |
| 2020 | 2020                                                     |                                                          | 9 673                                                    |                                                          |
| Anm: Uppgifterna avser förhållandena den 31 december nämnda år enligt områdesindelningen den 1 januari 2022. |                                                          |                                                          |                                                          |                                                          |